# Francesco Belluomini
Francesco Belluomini (Viareggio, 10 luglio 1941 – Camaiore, 27 maggio 2017) è stato un poeta e scrittore italiano.

## Biografia
Terzo di cinque fratelli, dai 14 ai 37 anni lavora sulle navi in varie mansioni. Nel 1978 decide di abbandonare l'attività di navigazione e trova lavoro nel Genio Civile come impiegato alla draga nel Porto di Viareggio.
Inizia la sua attività di poeta nel 1975 e nel 1977 entra nella cinquina dei libri finalisti del Premio Viareggio con la sua opera prima L'altro io (ed. Campobasso). La sua vena poetica lo porta a dare alle stampe altri libri, risultando una delle penne più incisive nel panorama letterario del secondo Novecento italiano.
Nel 1981 idea e fonda, con la moglie Rosanna Lupi, il Premio Letterario Camaiore, premio internazionale di poesia organizzato con il patrocinio del Comune di Camaiore, assegnato con cadenza annuale e che annovera tra i vincitori grandi personalità della cultura e della poesia come Alberto Bevilacqua, Antonello Trombadori, Alda Merini, Corrado Calabrò mentre sono stati insigniti del Premio internazionale Karol Wojtyla, Evgenij Evtusenko, Lawrence Ferlinghetti e Billy Collins.
Nel suo viaggio letterario ha ricevuto diversi riconoscimenti sia nazionali sia internazionali e alcuni suoi libri sono stati tradotti in varie lingue.
Nel settembre 2016 presiede la sua ultima edizione del Premio Letterario Camaiore.
Francesco Belluomini viene a mancare il 27 maggio 2017 dopo una breve malattia, lasciando la moglie Rosanna, che ne raccoglie l'eredità come presidente del Premio Letterario Camaiore, e la figlia Raffaella.
Nel maggio 2018 esce postumo il libro "Ultima vela - tutto me stesso in forma poetica" che raccoglie e condensa il suo lascito di esperienze in forma di parole, come ricorda nella prefazione Vincenzo Guarracino.

## Opere

### Libri di poesia
- L'altro io (Campobasso 1976)
- Già dell’equivoco (Seledizioni, 1978)
- Giorni miei: la storia già scritta (Forum, 1979)
- I racconti dell’anima (Periferia, 1982)
- Il melomalessere (Tracce, 1985)
- Tartine e/o Quartine (Campanotto, 1990)
- Nudità degli eletti (Viareggio, 1993)
- L'occasione (Libretti d'artista, 2001)
- Sul secco di quell’erba (Pagine, 2002)
- Oscillazioni del Pendolo (Campanotto, 2002)
- La distanza del dialogo (Luci del Porto, 2003)
- Senza distanze (Bonaccorso, 2004)
- Celeste odissea (Bonaccorso, 2008)
- Occhi di gubia (Lieto Colle, 2008)
- Escobenes (Lieto Colle, 2009)
- Nell'arso delle sponde (Bonaccorso, 2010)
- Occasioni di poesia (Tracce, 2011)
- Intimi riflessi (Bonaccorso Editore, 2015)
- Ultima vela (Samuele Editore, 2018)
- Nonostante tutto (IdelfiniBook, 2019)
- Il mercato delle idee. Endecasillabi narranti (Di Felice Edizione, 2021)
- La Mala Erba. Il caso Lavorini (Bonaccorso Editore, 2023)

### Romanzi
- Le ceneri rimosse (Newton Compton, Roma 1989)
- L’eccidio di Sant’Anna di Stazzema (Bonaccorso, 2006)
- La finestra sul mare (Bonaccorso, 2007)
- Villa Giulia (Bonaccorso, 2009)
- Mary Moss (Bonaccorso, 2011)
- Sul crinale dell'utopia (Ladolfi, 2013)
- Nel campo dei fiori recisi - Scampoli di olocausto (Narrativa Aracne, 2017)

### Antologie e monografie
- Poeti e scrittori allo specchio (La Ginestra, 1976)
- Custodi del tempo (C. Cursi Editore, 1980)
- Permutazione (edizioni Circolo del Pestival, 1982)
- Poesia della metamorfosi (Stilb, 1984)
- Poesia italiana contemporanea (Vague, 1985)
- La poesia in Toscana (Forum, 1985), A cominciare dalla zeta (Campanotto, 1985)
- Il sogno di Parnaso (Biennale di Alessandria, 1986)
- Inchiesta sulla poesia italiana in prospettiva duemila (Riscontri, 1986)
- Guida ai poeti degli anni Ottanta (Spirali, 1987)
- Autoritratto con acrostici (Empiria, 1987)
- Le proporzioni poetiche (Laboratorio delle arti, 1988)
- Le parole dello Sport (Coni, 1991)
- La poesia in forma chiusa (Biennale di Alessandria, 1990)
- La parola originaria (La Corte, 1991)
- Poeti latini tradotti da scrittori italiani contemporanei (Bompiani, 1993)
- Italian Poetry - Poetry of the 20th Century (1996)
- Dalla Torre Matilde alle Vette Apuane (Mauro Baroni Editore, 1996)
- Accessibili distanze (La vita felice, 1999)
- E la piccola a letto (Pulcinoelefante, 2000)
- Ondate di rabbia e di paura (Pagine/Rai Eri, 2002)
- Madre Mediterranea (Pagine, 2002)
- Diversi (Dialogolibri, 2004)
- L'amore, la guerra (Rai Eri/Ibiskos-Ulivieri, 2004)
- Diversi 2 (Dialogolibri, 2004)
- Poesia del novecento in Toscana (Biblioteca Maruccelliana, 2009)
- La cultura italiana en la Argentina (Proa, Buenos Aires 2009)
- Poesia Italiana contemporanea (La Cabra Ediciones, 2010)
- La parola che ricostruisce (Poeti italiani per l'Aquila) (Tracce, 2010)
- I miei sogni son come conchiglie (Rizzoli, 2011)
- Animali diversi (Nomos, 2011)
- Le strade della poesia (Delta 3, 2012)
- 100 Thousand poets for Chang (Lavinia Dickinson, 2012)
- H2 heterogénea (Cuarta Epoca Zaragoza, Madrid, 2013)
- L'amore dalla A alla Z - I poeti contemporanei e il sentimento amoroso (Puntoacapo, 2014)
- Vuela alta palabra Las voces imprescindibles (Colombia Caza Libros, 2015)
- "Nutrimenti" Antologia di poeti italiani per l'Expo 2015 (Tracce, 2015)
- In corp de val - Poezie Italianà Contemporaneà (Edizioni Eikon Craiova, 2017)
- Lunario di desideri (Di Felice Edizioni, 2019)
- Ritratti di poeta. Cinque anni di Missione Poesia e di Un thè con la poesia (Puntoacapo, 2019)
- Il fiore delle lacrime (Puntoacapo, 2020)
- Una furtiva lacrima (Di Felice Edizione, 2020)
- Vocazione e custodia del senso di verità. Saggio sulla poesia di Francesco Belluomini - a cura di Marco G. Ciaurro (Il Convivio Editore, 2021)
- Breviario del tempo - Le stagioni del cuore (Di Felice Edizioni, 2023)